# 12680 Bogdanovich
12680 Bogdanovich è un asteroide della fascia principale. Scoperto nel 1981, presenta un'orbita caratterizzata da un semiasse maggiore pari a 2,1923273 au e da un'eccentricità di 0,0715920, inclinata di 3,51482° rispetto all'eclittica.
L'asteroide è dedicato alla statunitense Carrie C. L. Bogdanovich.